# Unghuta
Unghuta (ukránul: Гута) település Ukrajnában, Kárpátalján, az Ungvári járásban.

## Fekvése
Ungvártól északkeletre, Ungpéteri és Ókemence közt fekvő település.

## Története
Unghuta a 17. század közepe körül keletkezhetett, mivel neve az 1631. évi összeírásban még nem szerepelt. A falu alapítói üvegkészítők voltak.
1715-1720 között az elpusztult települések között szerepelt, és csak a 18. század második felében települt újra.
A 18. század végén Vályi András így ír róla: „HUTA. Öreg Huta. Ungvár Várm. birtokosai több Uraságok, lakosai ó hitűek, fekszik az Ungvári Uradalomban, határja soványas.”
Fényes Elek 1851-ben kiadott geográfiai szótárában így ír a faluról: „Hutta, tót falu, Ungh vmegyében, ut. p. Unghvárhoz északra 1 1/4 mfdnyire: 332 római, 17 g. kath., 8 zsidó lak. F. u. a kamara.”
A trianoni béke előtt Ung vármegye Ungvári járásához tartozott. Az első világháborút követően a községet a mesterségesen létrehozott Csehszlovákiához csatolták, majd 1938-tól ismét Magyarországhoz tartozott 1944 őszéig, amikor a szovjet csapatok megszállták.
Ennek következtében 1945-ben az Ukrán Szovjet Szocialista Köztársaság, s ezzel együtt a Szovjetunió részévé vált. 1991 óta a független Ukrajna része.

## Népessége
1910-ben 685 lakosából 3 magyar, 666 szlovák, 9 ruszin volt; ebből 650 római katolikus, 28 görögkatolikus, 7 izraelita volt.
| 2001 | 282 |

A népesség anyanyelv szerinti megoszlása a teljes népesség %-ában (2001)